# Bixley (Norfolk)
Bixley is een civil parish in het bestuurlijke gebied South Norfolk, in het Engelse graafschap Norfolk met 144 inwoners.